# Daily News and Analysis
Daily News and Analysis (DNA) is een Engelstalige krant, die uitkomt in India.
De dagelijks verschijnende broadsheet kwam voor het eerst uit in juli 2005 en was toen de eerste die volledig in kleur verscheen. Het dagblad komt uit in edities in de steden Mumbai, Ahmedabad, Pune, Jaipur, Bangalore en Indore. Het richt zich op jonge lezers. De krant heeft een zakenkatern en een entertainment-katern. In Mumbai was de betaalde oplage in 2006 zo'n 270.000 exemplaren, waarmee het de tweede meest gelezen Engelstalige blad van de stad was. De krant is eigendom van Diligent Media Corporation (een onderneming van onder meer de Zee Group).

## Trivia
De krant organiseert ieder jaar in Mumbai een marathon voor vrouwen.